# Liste der Monuments historiques in Pléhédel
Die Liste der Monuments historiques in Pléhédel führt die Monuments historiques in der französischen Gemeinde Pléhédel auf.

## Liste der Bauwerke
| Bezeichnung         | Beschreibung                              | Standort | Kennzeichnung | Schutzstatus | Datum | Bild           |
| ------------------- | ----------------------------------------- | -------- | ------------- | ------------ | ----- | -------------- |
| Manoir de Boisgelin | Herrenhaus, erbaut ab dem 15. Jahrhundert | (Lage)   | PA00089403    | Inscrit      | 1964  | weitere Bilder |

## Liste der Objekte

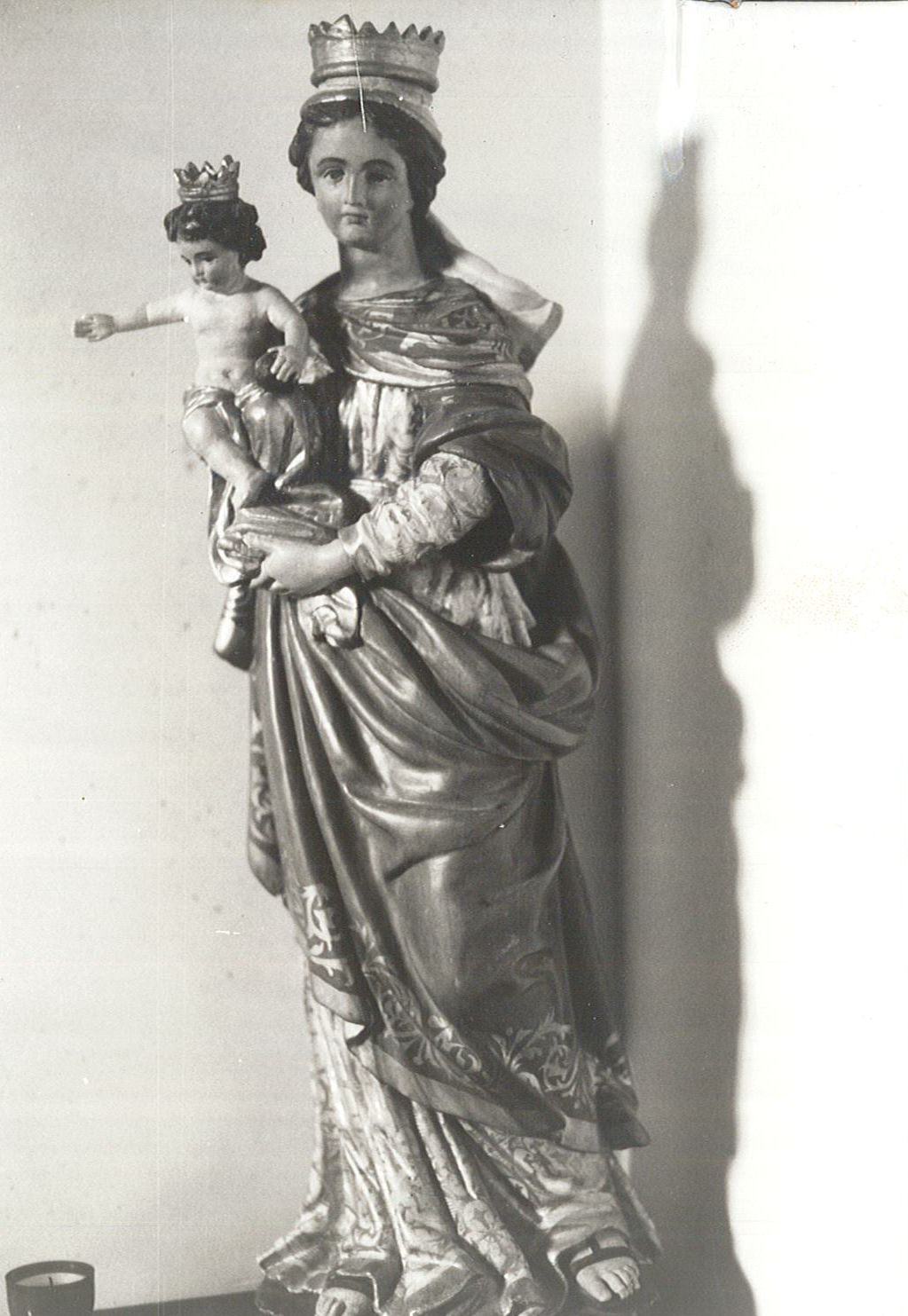
Skulptur Madonna und Kind (18. Jahrhundert) in der Kirche St-Pierre

- Monuments historiques (Objekte) in Pléhédel in der Base Palissy des französischen Kultusministeriums